# Cordillera de Brooks
La cordillera de Brooks (en atabascano gwich'in: Gwazhał[pronunciación requerida]) es una cordillera en el extremo norte de América del Norte. Se extiende del oeste al este a lo largo de Alaska del Norte y hasta el Territorio del Yukón de Canadá, una distancia total de unos 1.100 km. Las montañas alcanzan hasta más de 2700 m de altitud. Se cree que la cordillera tiene aproximadamente 126 millones de años. En los EE. UU., estas montañas están consideradas parte de (o una extensión de) las Rocosas, mientras que en Canadá se consideran separadas, considerándose el límite de las Rocosas el río Liard en el extremo norte de la provincia de Columbia Británica.<ref>Safire, William. The New York Times guide to essential knowledge: a desk reference for the curious mind, página 623 (Macmillan 2007 ).</ref